# Собор Святого Христофора (Барга)
Соборная церковь Святого Христофора (итал. Duomo di Barga; Collegiata di San Cristoforo) — главная римско-католическая церковь города Барга, расположенного в регионе Тоскана, Италия.

## История
Строительство церкви началось в XI веке, хотя работы продолжались и в XVI веке. Основная планировка представляет собой образец романской архитектуры.
Церковь была построена из белого мрамора, добытого в каменоломнях недалеко от города, и расположена на вершине акрополя. Западный фасад представляет собой квадратную стену с замковой колокольней. Главный романский портал состоит из двух полуколонн с резными капителями в виде львов; наверху — арка и украшения с мотивами листьев. На одном фасадном блоке повторяется загадочная надпись, идентичная Пизанской надписи. В церкви есть центральный неф и два боковых нефа. Он содержит несколько фонтанов XII или XIII веков, один с резьбой, изображающей Иоанна Крестителя.
На первой пилястре есть древняя плохо сохранившаяся фреска Святой Луции. На кафедре вырезаны сцены как из Ветхого, так и из Нового Завета, а две опорные колонны имеют основания в виде львов. Одна из сцен — Благовещение, другая — Рождество . За главным алтарем стоит полихромная деревянная статуя покровителя Святого Христофора (Кристофано). Часовня справа выложена терракотой мастерской Деллы Роббиа. Левая часовня посвящена Мадонне дель Молино; изображение Мадонны XIV века находится на холсте, изображающем Баргу около 1500 года.
В 1862 году перекрытие нефа было заменено новым деревянным в том же стиле.
Соседний Палаццо Преторио теперь является Городским музеем. Лестница за церковью ведет к церкви Святейшего Распятия. В начале 20 века в церкви были помещены полотна, приписываемые Санти ди Тито, Джованни Роселли и Стефано Тофанелли .